# Saint-Maurice-en-Gourgois
Saint-Maurice-en-Gourgois är en kommun i departementet Loire i regionen Auvergne-Rhône-Alpes i centrala Frankrike. Kommunen ligger i kantonen Saint-Bonnet-le-Château som tillhör arrondissementet Montbrison. År 2022 hade Saint-Maurice-en-Gourgois 1 824 invånare.

## Befolkningsutveckling
Antalet invånare i kommunen Saint-Maurice-en-Gourgois
| Referens: INSEE |